# The New Institute
The New Institute (voller Name: The New Institute Foundation gGmbh) ist eine 2020 vom Unternehmer Erck Rickmers gegründete Denkfabrik in Hamburg, die auch als Institute for Advanced Studies wirkt. Im August 2024 gab Rickmers die Einstellung für das Jahr 2025 bekannt.

## Gebäude
Für die Denkfabrik erwarb Rickmers neun Stadthäuser in Hamburg, das sogenannte Warburg-Ensemble in der nach dem Bankier Max Warburg benannten Warburgstraße. Im November 2022 eröffnete darin eine Filiale der Buchhandlung Felix Jud.

## Personen

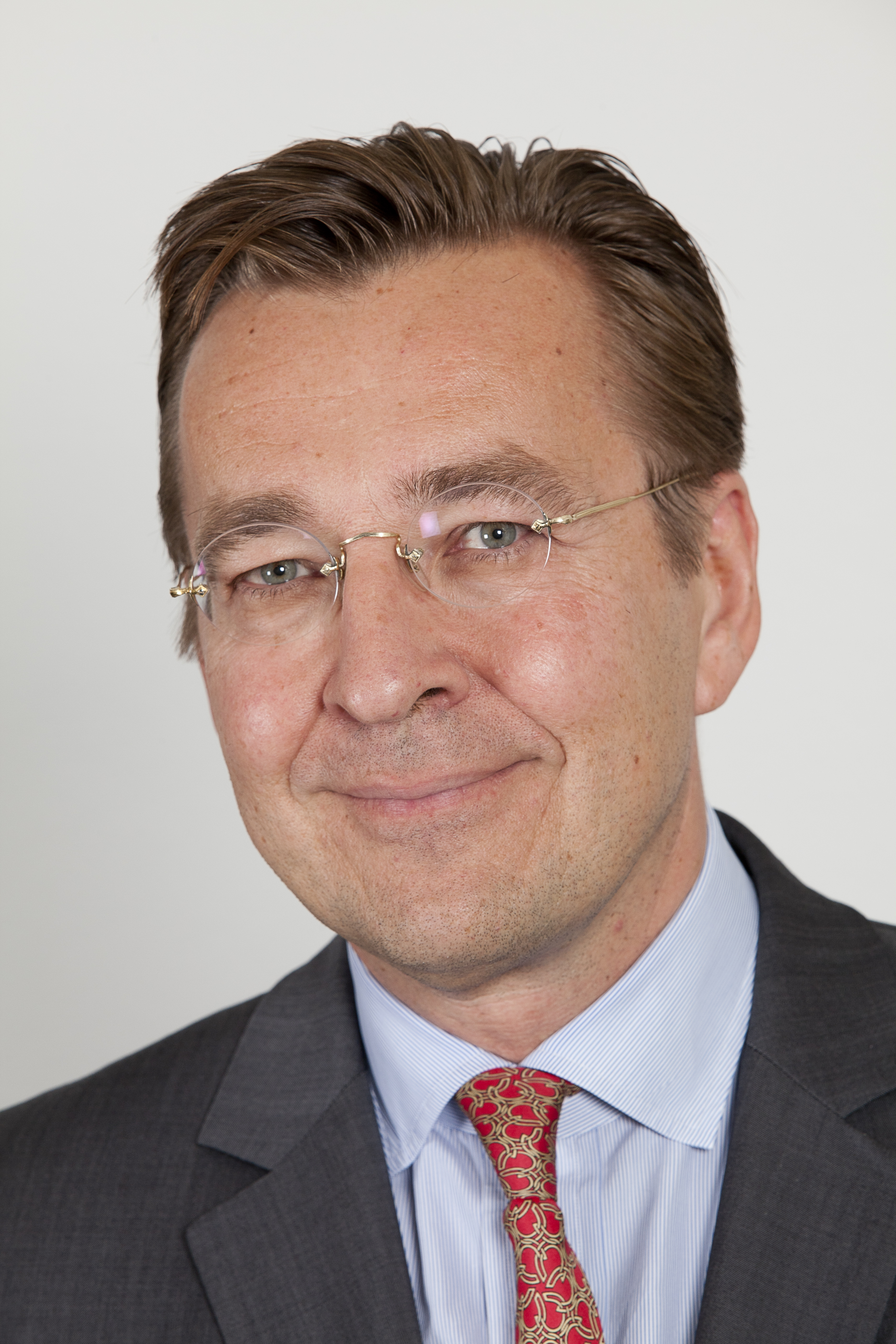
Gründer Erck Rickmers (2011)

Bis Ende 2022 war Wilhelm Krull Geschäftsführender Direktor und Christoph Gottschalk Geschäftsführer. Wissenschaftliche Direktorin war bis Juli 2021 Maja Göpel. Seit 2022 ist Anna Katsman Academic Director, von 2022 bis 2024 tat sie dies zusammen mit Markus Gabriel.
Senior Advisors sind unter anderem Christoph Möllers, Geoff Mulgan und Michael Phillips Moskowitz. Neben den Universitäten Cambridge, Santa Barbara und Venedig ist auch der Lehrstuhl von Rahel Jaeggi an der HU Berlin begünstigt, die die Mittel im Schwerpunkt für die Untersuchung des Themenkomplexes „Krise von Kapitalismus und Demokratie“ einsetzte. Das Projekt „The New Hanse“ im Bereich Datendemokratie und Nachhaltigkeit wird seit 2022 von Francesca Bria geleitet. Direktor des Programms „The Foundations of Value and Values“ ist Markus Gabriel. „Editor-in-Chief“ bzw. Direktor für Strategie und Medien war bis 2023 Georg Diez.
Die Denkfabrik bietet als Institute of Advanced Studies ein Fellowship-Programm an. Ab Herbst 2021 wurden etwa 140 Fellows gefördert, darunter waren bisher Corine Pelluchon, Lea Ypi, Rahel Süß, Kübra Gümüşay, Fritz Breithaupt, Hartmut Wessler und Kohei Saito. Das Fellowship-Programm wurde im Juli 2025 eingestellt.
Die Denkfabrik kooperiert in Artikelserien mit deutschen Zeitungen, etwa der Augsburger Allgemeinen und dem Tagesspiegel. 2022 erschien der Sammelband Auf dem Weg zu einer neuen Aufklärung.
Bis voraussichtlich Mitte 2028 finanziert das The New Institute das um Rahel Jaeggi angesiedelte Centre for Social Critique der Humboldt-Universität zu Berlin.

## Helmut-Schmidt-Zukunftspreis
Seit 2022 verleiht das Institut zusammen mit dem Zeitverlag den mit 20.000 Euro dotierten Helmut-Schmidt-Zukunftspreis.

## Rezeption
Das Ende von Maja Göpels Tätigkeit wurde 2022 laut Zeit damit begründet, dass ihr Bestseller Unsere Welt neu denken (2020) ohne Erwähnung des Ghostwriters Marcus Jauer erschienen war.
Bis Ende 2022 war Christian Stöcker „Media Fellow“. Georg Altrogge kritisierte in der Welt, dass Stöcker in verschiedenen Spiegel-Kolumnen die Vorzüge der Photovoltaik herausgestellt und dabei weder seine Position noch die Investitionen von Rickmers in die Technik transparent gemacht habe.
Laut einem Bericht der FAZ im Januar 2024 verließen zahlreiche Gründungsmitglieder das Institut wieder. Als Gründe wurden unter anderem Konflikte mit dem Gründer Rickmers angegeben. Der Bericht kritisierte, dass das Institut in vier Jahren Bestehen kaum Publikationen hervorgebracht habe.
Die Zeit berichtete 2024 über einen möglichen Interessenkonflikt aufgrund einer Liebesbeziehung zwischen Rickmers und der Direktorin Katsman.